# Стефанис, Франц Адольфович
Стефанис Франц (21 ноября (3 декабря) 1865 — 13 (26) февраля 1917) — русский анатом родом из Одессы. После окончания Киевского университета (1889) остался при нём, руководил кафедрой анатомии и заложил при ней учебный музей. Труды Стефаниса посвящены изучению лимфатической системы и топографии внутренних органов человека; он предложил специальную методику исследования лимфатических сосудов и аппарат для инъекций.

## Избранные работы
- Два случая врождённой дистопии почки, 1894
- Случай двойственного уродства (Dicephalus tetrabrachius masculinus), 1895
- Два варианта бронхиального дерева. Дневникъ VI-го съѣзда общества русскихъ врачей въ память Н. И. Пирогова, 1896 с. 8-14
- Систематический перечень препаратов музея Кафедры описательной анатомии в Университете св. Владимира. Университетские известия № 12, с. 1-88, 1898
- Учебный музей при Кафедре описательной анатомии человека в Университете св. Владимира. Университетские известия № 5, с. 1 18, 1901
- Профессор Михаил Андреевич Тихомиров ([ум.] 16-го мая 1902 г.). Университетские известия 42, 1902
- Лимфатические сосуды желудка человека. Университетские известия 42 (2), с. 1-49, 1902
- О лимфатических сосудах почек человека. Университетские известия 42 (4), с. 1-22, 1902
- Лимфатические сосуды печени человека. Университетские известия № 5, ч. 2, с. 1-89; № 8, ч. 2, с. 91-162, 1904